# Marienkirche (Oldendorf)

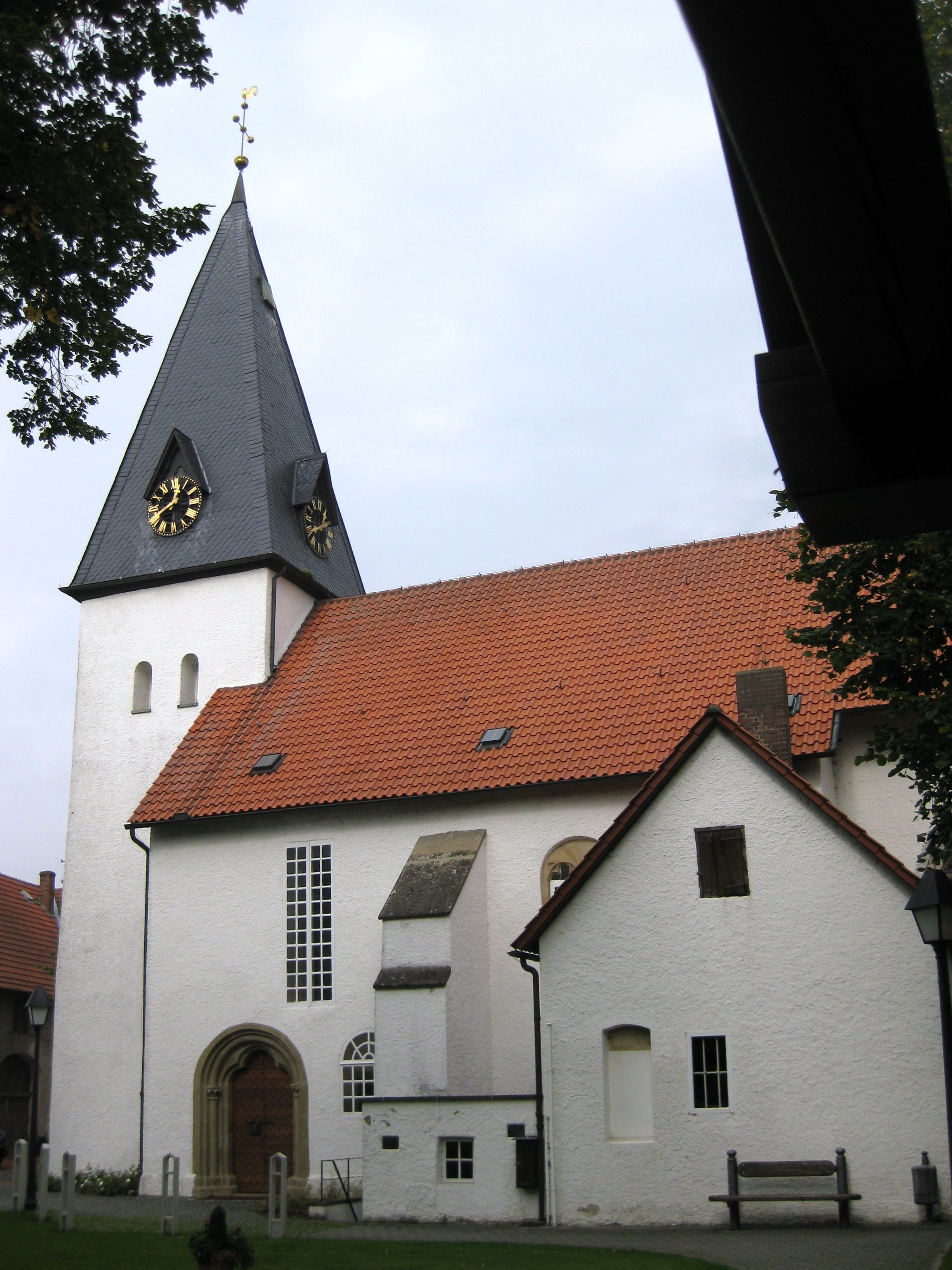
Marienkirche mit Südportal und Sakristei

Die evangelisch-lutherische denkmalgeschützte Marienkirche steht in Oldendorf, einem Stadtteil von Melle im Landkreis Osnabrück von Niedersachsen. Die Kirchengemeinde gehört zum Kirchenkreis Melle-Georgsmarienhütte im Sprengel Osnabrück der Evangelisch-lutherischen Landeskirche Hannovers.

## Beschreibung
Eine kleine, von Mönchen aus dem Kloster Corvey erbaute Holzkirche hatte es an dieser Stelle schon im 9. Jahrhundert gegeben. Die heutige Saalkirche wurde in der 2. Hälfte des 13. Jahrhunderts erbaut. Sie besteht aus dem quadratischen, mit einem spitzen, verschieferten Pyramidendach bedeckten Kirchturm im Westen, dem Langhaus aus zwei Jochen, dem gerade geschlossenen Chor und der wahrscheinlich 1471 südlich angebauten Sakristei. Auf der Südseite des Langhauses befindet sich das kleeblattbogige Portal in rundem Gewände, die seitlichen Säulen haben knospenförmige Kapitelle. Das doppelte eichene Türblatt ist von 1600. 
Der Innenraum ist mit einem spitzbogigen Kreuzgewölbe überspannt, dessen Grate der Gurtbögen und Schildbögen leicht verlaufen. Die Reste von Wandmalereien aus dem 13. Jahrhundert sind umfangreich. Auf der Ostwand ist die Verkündigung dargestellt. Auf der Nordwand des Langhauses ist Christophorus abgebildet. In der Sakristei eine Kreuzigungsgruppe mit einem Mönch und einem Bischof.
Zur Kirchenausstattung gehört ein Flügelaltar, der vor 1520 gebaut wurde. In einem ornamentalen spätgotischen Rahmen ist der Kalvarienberg, über der Predella sind der Salvator und die Apostel dargestellt, auf den Flügeln übereinander links zwei Szenen aus der Passion, rechts Grablegung und Auferstehung. Die Chorschranke und die Kanzel, beide etwa 1644–1648, sind mit Schnitzereien und Wappen verziert.
Auf der Nordseite des Chores befindet sich eine Patronatsloge mit den Wappen der Freiherren von Vincke. Die Loge ist über eine Außentreppe zugänglich. Im Schiff befindet sich auf der West- und der Nordseite eine Empore. Eine zweite Empore darüber wurde 1965 entfernt.

## Orgel
Die Orgel wurde 1968/69 von Orgelbauer Hans Wolf aus Verden unter Verwendung des vorhandenen, inzwischen denkmalgeschützten Prospektes und vorhandener Pfeifen auf der Westempore neu gebaut. Sie hat zwei Manuale und ein Pedal und verfügt über 16 Register. Die Traktur erfolgt mechanisch mit Schleifladen. Die pneumatische Vorgängerorgel wurde 1925 durch die Orgelbauwerkstatt Gebrüder Rohlfing erbaut, sie befand sich im Chor über dem Altar und wurde 1965 abgebaut.